# Excremis coarctata
Excremis coarctata (Ruiz & Pav.) Baker – gatunek roślin z monotypowego rodzaju Excremis Willd. (Eccremis) z rodziny złotogłowowatych (Asphodelaceae), występujący na dużych wysokościach w Andach na terenie Kolumbii, Wenezueli, Ekwadoru, Peru i Boliwii oraz na Wyżynie Gujańskiej w Wenezueli i Brazylii. 

## Morfologia
Wieloletnie rośliny zielne osiągające do 2 metrów wysokości. Liście zebrane u nasady łodygi, równowąskie do lancetowatych, zwężające się w kierunku wierzchołka, nagie. Kwiaty efektowne, zwisające, zebrane w luźną baldachogroniastą wiechę. Listki okwiatu o długości do 10 mm, niebieskie (rzadko białe). Sześć pręcików zrośniętych z nasadą listków okwiatu, o nitkach zgrubiałych w środkowej części, drobno brodawkowatych. Zalążnia górna. Znamię słupka główkowate. Owocami są nieco mięsiste, wąskopodługowate torebki, zawierające jajowate nasiona.
Synonimy taksonomiczne
- Anthericum coarctatum Ruiz & Pav. (bazonim)
- Phalangium coarctatum (Ruiz & Pav.) Pers.
- Caesia coarctata (Ruiz & Pav.) Spreng.
- Dianella boliviana Schlittler
- Dianella dubia Kunth
- Stypandra coarctata (Ruiz & Pav.) R.Br.